# Белчуђеле (Вранча)
Белчуђеле (рум. Belciugele) насеље је у Румунији у округу Вранча у општини Маиканешти. Oпштина се налази на надморској висини од 14 m.

## Становништво
Према подацима из 2002. године у насељу је живело 397 становника, од којих су сви румунске националности.